# Bonjour Monsieur Courbet
Bonjour Monsieur Courbet is een schilderij van Gustave Courbet uit 1854 dat oorspronkelijk de titel De ontmoeting droeg (Frans: La rencontre). Het is een van de bekendste werken van de schilder. Sinds 1868 maakt het deel uit van de collectie van het Musée Fabre in Montpellier. 

## Voorstelling
In mei 1854 bracht Courbet een bezoek aan zijn vriend en mecenas Alfred Bruyas in Montpellier. Op Bonjour Monsieur Courbet is hun ontmoeting vastgelegd, links Bruyas met zijn bediende Calas en zijn Bretonse hond, rechts de schilder. De samenkomst is waarschijnlijk enkele kilometers buiten Montpellier gesitueerd, al geeft het landschap opvallend weinig kenmerkende details prijs. De schilder Bazille noemde een plek in de buurt van Mireval waar een vriend van Bruyas grond bezat. Hoewel de postkoets die uiterst rechts nog wegrijdt anders doet vermoeden, was Courbet met de nieuw aangelegd spoorlijn naar Montpellier gekomen. Ook de kleding en bagage van de schilder wijzen eerder op een uitstapje om te schilderen dan op een lange reis vanuit het noorden van Frankrijk.
De betekenis van het schilderij moet dan ook voornamelijk symbolisch gezien worden: de ontmoeting van een kunstenaar en zijn beschermheer. Daarbij valt vooral het zelfbewustzijn van Courbet op. Hij heeft zichzelf de belangrijkste plaats op het kunstwerk gegeven. Zijn Assyrische baard steekt trots de blauwe lucht in en de wandelstok staat zelfverzekerd op de grond. Hij portretteert zich haast als een apostel van het realisme. Zijn lichte kleding schittert in het zonlicht en trekt onmiddellijk de aandacht van de toeschouwer. Opvallend is ook dat Courbet als enige een schaduw werpt op de grond. Hoewel de schilder twee jaar ouder was dan Bruyas, komt hij toch veel vitaler over. Courbet had goed in de gaten dat hij Bruyas' geld nodig had om een onafhankelijk kunstenaar te zijn, maar dat de artistieke ideeën die zijn mecenas had, alleen dankzij zijn uitzonderlijke talent gerealiseerd konden worden.
De compositie van het schilderij ontleende Courbet mede aan een prent uit 1831 van Pierre Leloup du Mans, Les bourgeois de la ville parlant au juif errant. De kunstcriticus Jules Champfleury, een vriend van de schilder, gebruikte deze prent later als frontispice van zijn Histoire de l'imagerie populaire (1869). Ook de broers Le Nain en Aelbert Cuyp, wiens werk Courbet tijdens een reis naar Holland gezien had, waren inspiratiebronnen.

## Ontvangst
Voor de wereldtentoonstelling van 1855 weigerde de jury enkele werken van Courbet, die daarop besloot zijn eigen Pavillon du Réalisme in te richten vlak bij de ingang van de tentoonstelling. Ook De ontmoeting was daar te zien. Het werk ontving gemengde reacties. Het triviale onderwerp van het werk en de vermeende arrogantie van de kunstenaar werden onder vuur genomen. Desondanks wist het werk veel belangstelling te genereren en al snel verschenen karikaturen en raakte het schilderij bekend als Bonjour Monsieur Courbet. Bruyas, pijnlijk getroffen, zou het werk niet meer tentoonstellen, totdat hij het in 1868 schonk aan het Musée Fabre.

## Afbeelding

Les bourgeois de la ville parlant au juif errant